# Генерал Грант (дерево)

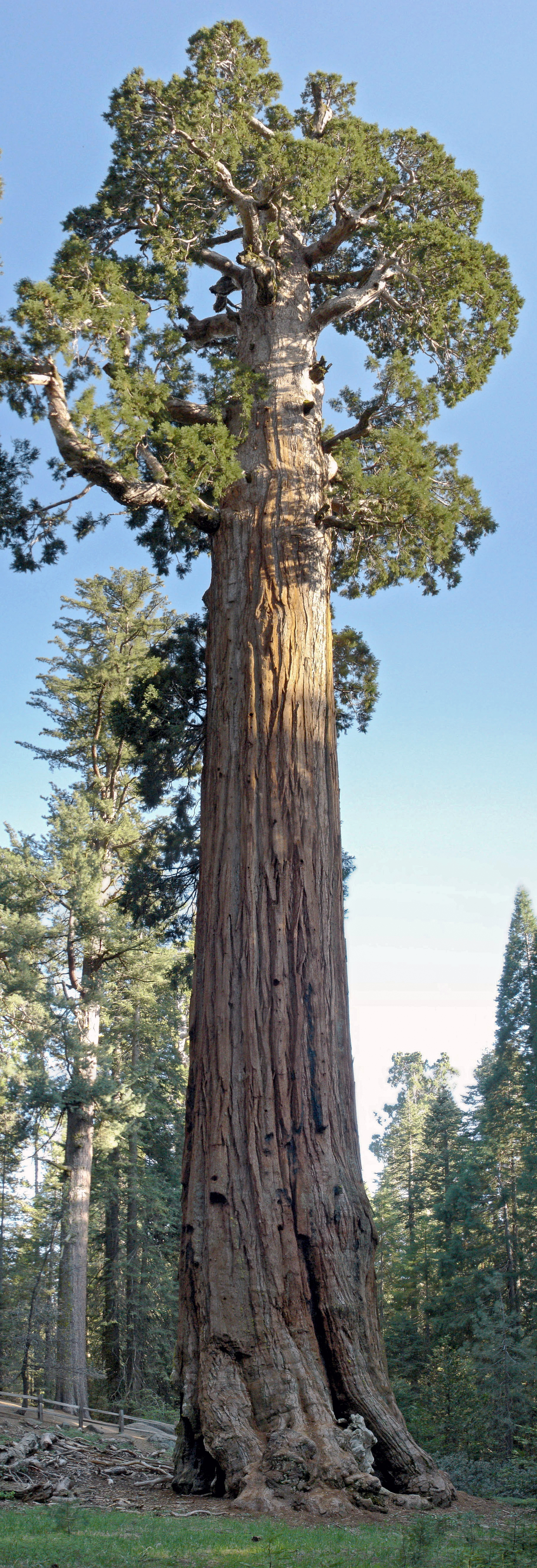
«Генерал Грант».

Генерал Грант — экземпляр секвойядендрона гигантского (Sequoiadendron giganteum), являющийся вторым по объёму древесины деревом в мире, после дерева «Генерал Шерман».

## История
Дерево получило своё название в 1867 году в честь генерала, героя гражданской войны и 18-го президента Соединённых Штатов (1869—1877) Улисса Гранта. 28 апреля 1926 года президент Калвин Кулидж объявил его «Рождественским деревом нации».
Из-за большого диаметра основания, «Генерал Грант» одно время считался самым большим деревом в мире по своему объёму, пока в 1931 году не было обнаружено, что другой экземпляр секвойядендрона, «Генерал Шерман», имеет несколько больший объём. 29 марта 1956 года президент США Дуайт Эйзенхауэр объявил дерево «Национальной святыней» и мемориалом тем, кто погиб во время войны. Считается, что это единственный живой объект, объявленный таким памятником.

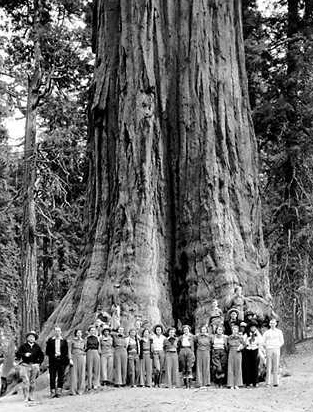
Основание дерева (1936 год).
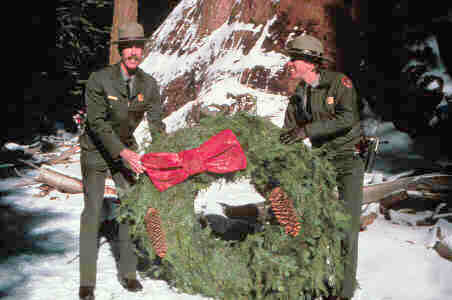
«Генерал Грант», украшенный как «Рождественское дерево нации».

## В настоящее время
«Генерал Грант» в настоящее время является вторым по объёму древесины деревом в мире после «Генерала Шермана». Хотя ранее считалось, что возраст дерева составляет около 2000 лет, в настоящее время его возраст оценивается примерно в 1650 лет.
| Высота                                          | 81,5 м  |
| Окружность ствола у основания                   | 32,8 м  |
| Диаметр ствола на высоте грудной клетки (1,4 м) | 8,8 м   |
| Диаметр ствола на высоте 18 м                   | 5,0 м   |
| Диаметр ствола на высоте 55 м                   | 3,9 м   |
| Объём ствола                                    | 1320 м³ |